# بنده خدا (فیلم ۲۰۱۸)
داس دو (به هندی: Daas Dev) یا بنده خدا (به انگلیسی: Servant God) فیلمی هندی محصول سال ۲۰۱۸ و به کارگردانی سودهیر میشرا است. در این فیلم بازیگرانی همچون راهول بات، ریچا چادا، ادیتی رائو حیدری، سراب شوکلا، آنورانگ کاشیاپ و دالیپ تاهیل ایفای نقش کرده‌اند.